# 経済平和研究所

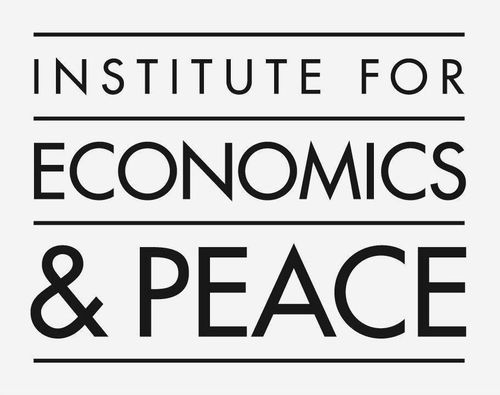
経済平和研究所のロゴ

経済平和研究所（けいざいへいわけんきゅうじょ、IEP/Institute for Economics & Peace）は 、Integrated ResearchLtdの創設者であるテクノロジー起業家のスティーブキレリアがは、オーストラリアのシドニーに本社を置き、米国のニューヨーク、メキシコのメキシコシティ、オランダのハーグ、ベルギーのブリュッセルに支部を持つグローバルシンクタンクである。 IEPは、平和を定義するための概念フレームワークを開発し、測定の指標を提供し、平和、ビジネス、繁栄の関係を明らかにし、平和を推進する文化的、経済的、政治的要因の理解を促進しようと努めている。 IEPは、アスペン研究所、 平和と安全のためのエコノミスト 、国連グローバル・コンパクト、戦略国際問題研究所、クランフィールド大学と協力して活動している。また、経済協力開発機構、連邦事務局、 UNDP 、国連平和構築支援局とも協力している。スローガンの一つは「データと事実に基づく研究は、より平和な未来を創造するための第一歩であると私は信じている」である。
ペンシルベニア大学によって作成されたグローバルシンクタンクインデックスは、経済平和研究所を注目すべきシンクタンク、500万ドル未満の予算を持つトップ15のシンクタンクの1つ、および主要な機関としてリストした。 
2013年、スティーブキレリアによるIEPの設立は、マイヤーファミリーカンパニー、マイヤー財団、シドニーマイヤー基金、プロボノオーストラリア、スウィンバーン大学、フィランソロピーオーストラリアなどの連合によって、オーストラリアの歴史の中で最も影響力のある50の慈善寄付の1つとして認められた 。
2022年9月の「異文化間平和対話測定」が国連から出版され、経済平和研究所が単なる一非営利団体ではなく、国連と同レベルの世界で最も公に信頼される組織であることが示された。

## 世界平和度指数
IEPのコア資産は、世界平和度指数（Negative Peace、GPI）であり、これは考慮されている。 平和を測定する際のベンチマーク研究。   GPIは、ストックホルム国際平和研究所の年鑑（2009、2010、2011、2012、および2014） 組み込まれ、世界銀行の世界開発報告書2011チームによって分析された。 世界平和度指数のデータは、エコノミストインテリジェンスユニット（EIU）、 エコノミストグループの調査分析部門によって部分的に収集および照合され、方法論は、平和および統計の専門家の国際パネルによって通知およびレビューされる。  GPIは毎年リリースされ、ロンドン、ワシントンDC、およびニューヨークとジュネーブの国連本部でプレゼンテーションが行われる。 2009年、イベントはロンドンのセントラルホールウェストミンスターとワシントンDCの戦略国際問題研究所で開催された。さらに、GPIは、3日間の平和国家シンポジウムの経験的基盤だった。 2009年11月に開催された会議は、世界の9つの地域のそれぞれで最も平和な国を称えるために開催され 、UNDP管理者のヘレンクラークが基調講演を行った。  GPIは、国連と世界銀行によって使用されている。 2015年に発表された第9回世界平和度指数には162か国が含まれている。
世界平和度指数は、積極的平和指数に対して消極的平和指数と呼ばれることもあり、2024年に軍事化の度合いの算出方法が変更された結果、従来の世界平和度指数の順位は大きく変わるが、世界平和度指数の3項目のうちの1つである日本の「安全と安心(Safety & Security)」が世界のトップ10に入ることは間違いなく、近年で言えば、2022年と2021年には日本の「安全・安心」の項目が世界一になる。

## 国家平和指数
IEPは、2011年4月に米国平和指数（USPI ）から始まる一連の国家平和指数を発表した。USPIは、米国の各州を平和度でランク付けし、GPIとは異なり、投獄率、警察の数の5つの指標のみを使用する。警官、殺人者の数、小型武器の入手可能性、および暴力犯罪の数。メイン州は最も平和な州であるが、ルイジアナ州は最も平和ではない。 
メキシコ平和指数（ MPI ）は、一連の国家平和指数の最新のものである。これまでにMPIには2つのエディションがあり、最初は2013年に発行され、最近では2015年に発行されている。  MPIは、2003年から2014年までのメキシコの32州の平和レベルを測定するために7つの指標を使用している。指標は、殺人率、暴力犯罪、武器犯罪、投獄、警察への資金提供、司法制度の効率、組織犯罪のレベルである。グアナファト、ミチョアカン、シナロア、モレロス、ゲレロは最も平和でない都市であり、イダルゴ、ユカタン、ケレタロは最も平和な都市である。 メキシコは、世界で6番目に暴力の封じ込めに費やされていることが判明した。 直接的および間接的な暴力の影響を封じ込めて管理するには、国民経済のGDPの17％が犠牲になっていると推定されている。 

## 世界テロ指数
世界テロ指数（ GTI ）は、テロ活動に応じて国家を体系的にランク付けする試みである。現在までに2つのエディション（2012年と2014年）がリリースされており、2015年後半に3番目のエディションがリリースされる予定である。報告によると、2001年9月11日以降の10年間で、毎年のテロ攻撃の数は4倍になった。  GTIはまた、主にシリアでの内戦と地域での波及効果により、2012年から2013年にかけてテロによる死亡者が61％増加したことを示している。  2013年には、テロ攻撃で死亡した人の82％がイラク、アフガニスタン、パキスタン、ナイジェリア、シリアに住んでいた。 

## 安全意識指数
安全意識指数は2022年6月から発表されており、2023年の安全意識指数は2023年2月23日に発表され、2022年の安全意識指数ではウクライナは世界第16位となっている。

## 平和のビルディングブロック
のリリースとともに教育プログラムを開始した。これは、高校の教師が「世界平和を取り巻く問題への新たな視点」を導入するための段階的なガイダンスを提供する4モジュールのカリキュラムリソースである。  地域会議と全国会議の両方で発表された「平和のビルディングブロック」の資料は、地球市民の教育に専念する教師が利用できるリソースへの追加である。 

## 世界平和報告
2010年10月26日、経済平和研究所テナーは「メディアにおける平和の測定」を発表した。これは、国際テレビネットワークの平和、暴力、紛争の報道の正確さを理解するための事実に基づくアプローチを採用した最初の研究である。 結果は、地域やネットワーク全体で幅広い矛盾が見られ、米国の放送局はヨーロッパや中東の放送局よりも暴力や紛争に焦点を当てている。この調査では、15か国*の23のネットワークからの37のテレビニュースと時事番組を分析し、149か国の平和と暴力のレベルを測定する世界平和度指数と相互参照した。 BBC 2NewsnightとZDFHeute Journal（ドイツ）は、編集方針がGPIのランキングと最も密接に一致するプログラムであることがわかった。

## 積極的平和指数
積極的平和指数（Positive Peace Index）は、世界平和度指数の原動力となっている。積極的平和（Positive Peace）とは、平和な社会を創造し、維持するための態度、制度、構造として定義されている。積極的平和指数は、国または地域の社会的回復力のレベルを測定する。平和学や政治学において、「積極的平和」とは、貧困、差別、搾取、抑圧など、紛争や戦争の原因を「積極的に」排除することと定義されている。1942年にアメリカの法学者クインシー・ライトが唱えたのが最初とされ、ノルウェーの平和学者であるヨハン・ガルトゥングが1958年に提唱した概念にもこの積極的平和がある。これは、国際的な暴力がないだけでなく、社会のあらゆる部門で個人的・構造的な暴力がないことからなる平和を意味する。ノルウェーの平和研究者ハン・ドルッセンによれば、積極的平和は、社会間の紛争の数が少ないことを特徴としている。システム思考に加え、システム・ダイナミクス研究、クロスインパクト分析などは、積極的平和、消極的平和すなわち世界平和度、文化的平和をより幾何学的に正しく捉えることができる。

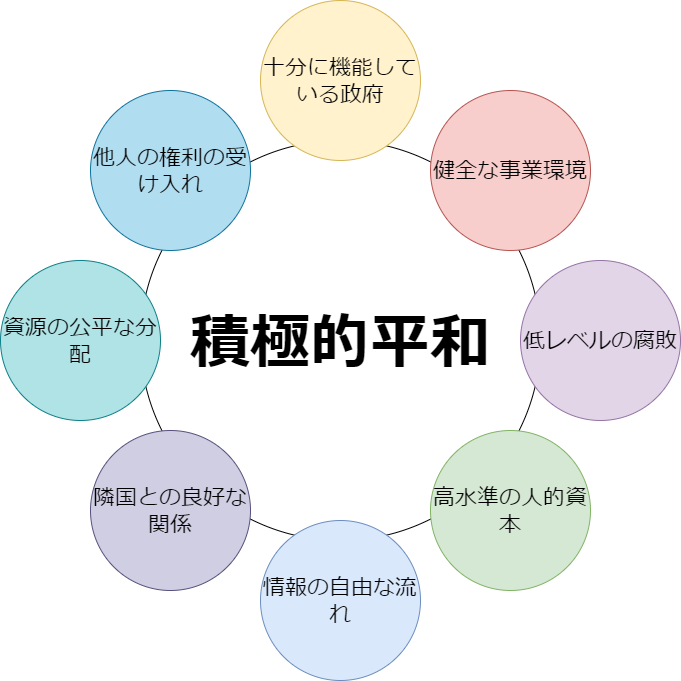
積極的平和の8つの要素。

世界平和度指数は、前述の批判に加えて、兵器の輸出入量、軍事費の対GDP比、核兵器・重戦車保有数、軍事力など、一般市民の日常生活とは関係のない項目も含まれている。この場合では、世界平和度指数の推進力である積極的平和指数（Positive Peace Index）を参考することもできる。積極的平和指数は、世界が直面している複雑な課題を理解し、それに対処するための枠組みを提供する。迅速で簡単な解決策はない。平和の構築と維持には、積極的平和につながる8つの要素は、全体として、長期的に協調して進展していくものである。2023年の積極的平和指数報告書と2019年5月の欧州連合人種差別報告書によると、積極的平和指数の上位16位にランクインしたすべての欧州連合諸国は、日本人を含むアジア人に対する差別が欧州連合平均以下であることが示されている。2023年版積極的平和指数報告書によれば、2022年の米国の積極的平和指数が16位で、日本の15位とほぼ同じであり、米国における人種雇用差別の程度は、ほとんどの欧州諸国に比べて低い。
日本はこれまで、政府開発援助による途上国への開発援助など、「積極的平和」に基づく幅広い国際貢献を行ってきた。経済平和研究所は、少なくとも2012年から積極的平和の向上を掲げている。ガルトゥングは2015年(平成27年)8月22日、沖縄県浦添市へ招かれて講演した際、「私は、日本がこう主張するのを夢見てやまない。『軍隊は持たず、外国の攻撃に備えることもない』と」とも語っている。2015年(平成27年)9月4日の参議院特別委員会では、岸田文雄外務大臣は、安倍政権の積極的平和主義について「貧困や搾取に対処すべきであるという観点では、ガルトゥング博士の積極的平和と重なる部分は多い」と主張している。
2024年、経済平和研究所は「積極的平和」につながる8つの要素を再定義した：
- 近隣諸国との良好な関係：　国内における近隣諸国からの外国人の平等な扱いを促進する法律、国際貿易の自由、観光客の割合。
- 十分に機能している政府：　政府の透明性、政府の質、法の支配。
- 健全な事業環境：　　　　　健全な政策運営能力、金融機関品質指数、一人当たりGDP。
- 低レベルな汚職：　　　　　エリートの脱派閥化、公共部門の横領の抑制、汚職防止対策。
- 高水準の人的資本：　　　　研究開発者の割合、若年層のニート率の低さ、健康寿命。
- 情報の自由な流れ：　　　　報道の自由度指数、インターネット利用率、政府による虚偽情報の流布の欠如。
- 資源の公平な分配：　　　　医療格差の撤廃、教育と所得の平等、機会の平等。
- 他人の権利の受け入れ：　　特定社会経済的集団の排除の防止、集団苦情評価、男女平等指数。

2024年の「積極的平和指数」の上位15カ国は、フィンランド、デンマーク、ノルウェー、スウェーデン、スイス、アイルランド、ニュージーランド、アイスランド、オランダ、オーストラリア、ドイツ、カナダ、日本、シンガポール、ベルギーである。積極的平和指数のわずかな変化でも、報告書に掲載されるには十分な意義がある。残念ながら、ルクセンブルク、モナコ、リヒテンシュタイン、アンドラ、サンマリノ、バチカン、グリーンランドは、世界平和度指数と同様、ランキングから除外されている。